# Hausz Sahja
Hausz Sahja (arab. حوش صهيا) – miejscowość w Syrii, w muhafazie Damaszek. W 2004 roku liczyła 5355 mieszkańców.